# 誰も知らない志村けん -残してくれた最後のメッセージ-
『誰も知らない志村けん -残してくれたメッセージ-』（だれもしらないしむらけん-のこしてくれたメッセージ-）は、2020年8月22日（土曜）21:13 - 23:06に日本テレビ系『24時間テレビ 愛は地球を救う43』内で放送されたスペシャルドラマ。主演は重岡大毅（ジャニーズWEST）。
2020年3月29日に死去したコメディアン・志村けんの生前の知られざる姿を、ドラマ・ドキュメント・音楽を交えて描いたヒューマンストーリー。

## 概要
2020年7月25日の『天才!志村どうぶつ園』のエンディングで放送が発表された。
『志村どうぶつ園』の企画立ち上げから志村逝去までを担当ディレクターの視点で追った構成となっており、劇中では『志村どうぶつ園』や実際のニュース映像、志村のプライベート動画や写真も多数使用されている。また、志村行きつけの飲み屋や飲食店でも撮影が行われるなど、ドキュメンタリー要素の強い作品となった。出演者は『志村どうぶつ園』レギュラーを筆頭に生前志村と交友を持つキャストが多数出演。前年の『絆のペダル』で主演した相葉雅紀も2年連続で出演する事となった。
視聴率は22.6％（ビデオリサーチ調べ、関東地区・世帯・リアルタイム）を記録し、2017年の『時代をつくった男 阿久悠物語』以来3年振りに20%を上回った。

## あらすじ
～これまで素顔を見せなかった稀代のコント職人はなぜ、素顔を見せるようになったのか～
ドラマは、『天才！志村どうぶつ園』のパイロット版特番が放送されてから、志村けんが亡くなるまでを、日本テレビのディレクター・保科の視点で描いている。

## キャスト

### 主人公
保科
演 - 重岡大毅（ジャニーズWEST）（幼少期：村上栄主）
『天才!志村どうぶつ園』のテレビディレクター。『8時だョ!全員集合』で育ち、志村に憧れ、日本テレビに入社してからも「志村と仕事がしたい」と志願し、念願がかなう。
志村けん
演 - 相川裕滋
コメディアン。劇中では顔の正面のカットを避け、横顔や後ろ姿だけで演じている。

### その他
木坂
演 - 柄本明
チーフプロデューサー。
笹木
演 - 河合郁人（A.B.C-Z）
アシスタントディレクター。
國枝
演 - 三浦獠太
アシスタントディレクター。
君下
演 - 川栄李奈
アシスタントディレクター。
種田
演 - タカ（タカアンドトシ）
ディレクター。
若名
演 - トシ（タカアンドトシ）
ディレクター。
ドキュメントパート出演およびドラマパート特別出演
- 相葉雅紀
- DAIGO
- 土屋アンナ
- 肥後克広（ダチョウ倶楽部）
- 上島竜兵（ダチョウ倶楽部）

ナレーション
声 - 山瀬まみ

## スタッフ
- ドラマ演出 - 内田秀実
- 音楽演出 - 渡邉友一郎
- シナリオ協力 - 上村達也
- ドラマパートプロデューサー - 郡眞剛（東宝映像美術）
- 企画プロデュース - 福井雄太
- ドキュメント演出 - 勝俣晋
- 統括プロデューサー - 笹部智大
- チーフプロデューサー - 道坂忠久、川邊昭宏
- 制作協力 - AX-ON、東宝映像美術
- 製作著作 - 日本テレビ